# 李建良 (少將)
李建良（1910年—1988年），湖北省荆门县人。中国人民解放军开国少将。
早年担任中国工农红军红二军团四师十团总支书记，后改任第十二团、第十一团政委，参加长征。抗日战争时期，任八路军120师358旅715团政治处组织股股长、政治处主任，政委，120师独立第二支队政委，714团政委等。第二次国共内战期间，担任第一野战军七军21师政委。中华人民共和国成立后，任西北军区公安部队副政委，第三公安军学校政委，济南军区工程兵政委等。1955年，授予少将军衔。